# 부산 구 남선전기 사옥
부산 구 남선전기 사옥(釜山 舊 南鮮電氣 社屋)은 부산광역시 서구 토성동에 있는 일제강점기에 한국전력공사의 전신인 남선전기 사옥으로 건립된 건축물이다. 2007년 7월 3일 대한민국의 국가등록문화재 제329호로 지정되었다.

## 개요
이 건물은 한국전력주식회사의 전신인 남선전기 사옥으로 건립하였다. 1970년대에는 한국전력 부산지사로 사용하였으나, 한국전력의 조직 개편으로 현재 중부산 지점으로 사용하고 있다. 1층은 화강석 마감으로 사각기둥 형태의 필라스터를 이용하여 출입구를 강조하고, 2층 이상은 타일로 마감하였으며, 위쪽 처마선 아래에는 수평 돌림띠가 둘러져 있다. 부산에서 처음으로 엘리베이터를 설치하였다는 역사성이 있고 내부 구조가 그대로 남아 있는 등 한국 근대 사옥의 모습을 잘 보여 준다.

## 참고 자료
- 부산 구 남선전기 사옥 - 국가유산청 국가유산포털